# 당항포 해전
당항포 해전(唐項浦海戰)은 1592년 음력 6월 5일(양력 7월 13일)에 이순신이 지휘하는 삼도수군 연합함대가 고성의 당황리 앞바다 당항포에서 왜군을 격파한 해전이다. 유인작전으로 먼 바다로 끌어내어 싸웠다.

## 진행 경과
거제도 주민들로부터 "일본 함선들이 고성의 당항포에 정박하고 있다"는 정보를 입수한 조선 수군이 포구로 접근하자, 당항포 포구에 정박하고 있던 왜군 함대는 일제히 조총을 사격하면서 대응태세를 취하였다. 이순신은 일본 수군의 육지 탈출을 봉쇄하기 위해 그들을 바다 가운데로 유인하기로 하고, 함대를 서서히 철수시켰다. 왜군은 해안에 대기 중이던 병력까지 승선시켜 조선 수군을 추격하였다.
왜 함대가 포구 밖으로 나오자, 조선 수군은 신속히 진형을 바꾸어 퇴로를 차단하고 반격을 시작하였다. 거북선을 뒤따르던 판옥선에 탄 군사들이 불화살을 쏘아 누각선이 화염에 휩싸이자, 당황한 적장은 우왕좌왕하다가 조선군의 화살에 사살되었고, 전의를 상실한 왜군의 대다수가 당항포 먼바다에서 격침되었으며, 일부 함선이 포구 안으로 도피했다.
그러나, 도망간 왜군도 이튿날 새벽에 탈출을 시도하던 중 해협 입구를 지키고 있던 조선 수군에게 모두 격침되었다.
이틀 후 거제도 동쪽 율포 앞바다에서 율포 해전이 벌어져 큰 배 2척과 작은 배 1척을 불살랐다.